# Климат Словении
Климат Словении умеренно континентальный в центральных и северных областях страны, побережье Адриатического моря имеет субтропический климат средиземноморского типа.

## Общая характеристика
На климат Словении влияет близость Адриатического моря и Альп, которые задерживают воздушные массы с юга и закрывают территорию страны от холодных северных ветров. Выделяют три климатические зоны: прибрежные районы Истрии, центральная область и восточная часть страны.
Побережье Адриатического моря имеет субтропический климат средиземноморского типа, характерный для Далматинского побережья. Летние температуры днём часто поднимаются выше 27 °C (июль — август), а зимние — редко опускаются ниже 10 °C, однако иногда на температуру воздуха влияет холодный северный ветер бора. Осадки максимальны весной и осенью (до 381 мм в месяц).
Северные и центральные области Словении, составляющие большую часть её территории, расположены в умеренном континентальном климате с жарким летом и прохладной зимой. На плато и в межгорных долинах средняя температура января составляет от 0 до −2 °C, в горах — от −4 до −6 °C. Средняя температура июля — 18—19 °С в предгорьях и 15—17 °С в горах. Осадки составляют более 950 мм в год, в горных районах этот показатель местами превышает 2000 мм. Третья (восточная) часть страны отличается мягкостью зимы, с ноября по февраль температура часто опускается ниже нуля, но снег выпадает реже и быстро тает. Максимальная температура середины лета часто поднимается выше 21 °C, среднегодовое число осадков составляет 700 мм.

### Температура воздуха
Средняя температура воздуха в Словении, по данным многолетних наблюдений (1971—2000 гг.), составляет от 1,4 °C в Кредарице до 14,0 °C в Копере, при этом наблюдается тенденция постепенного потепления. Самая высокая среднегодовая температура отмечается на побережье Адриатического моря (13−14 градусов), самая низкая — в Альпах. Самый холодный месяц — январь со средней температурой от −7,2 °C в Кредарице до +4,1 °C в Портороже и +4,5 в Копере. Самые тёплые месяцы — июль и август, их среднесуточная температура составляет от +6,1...+6,4 °C в Кредарице до +23 °C в Копере.
Рекордно тёплым месяцем был август 2003 года в Портороже, его температура составила +26,1 °C. Рекордно холодным месяцем был февраль 1956 года в Кредарице, когда средняя температура составила −17,2 °C.
Официально зарегистрированный абсолютный максимум температуры воздуха в Словении составляет +40,6 °C, он зарегистрирован на метеостанции Чрномель 5 июля 1950 года. Абсолютный минимум температуры воздуха составляет −34,5 °C, он был зафиксирован на метеостанции Бабно-Полье 15 и 16 февраля 1956 года, а также 13 января 1968 года.

### Осадки, относительная влажность воздуха и облачность
Среднегодовая сумма осадков — от 743 мм на метеостанции Велики-Доленци до 3016 мм в Жаге. В 1960 году в местечке Брегинь выпало рекордное количество осадков — 4605 мм. Относительная влажность воздуха в Любляне 81 % (от 61 % днём до 89 % утром), в Портороже от 58 % днём до 80 % утром и вечером. Нижняя облачность в Любляне составляет 4,4, а общая — 6,2 балла.

### Скорость ветра
Самая высокая среднегодовая скорость ветра наблюдается в Кредарице — 5,1 м/с. В Портороже средняя скорость ветра — 4,0 м/с, в Любляне — 1,4 м/с.

### Солнечное сияние
Средняя продолжительность солнечного сияния в году — от 1515 часов в Стара-Фужине до 2335 часов в Портороже. В Любляне солнце светит 1798 часов в году.